# Melinda bengalensis
Melinda bengalensis är en tvåvingeart som beskrevs av Nandi 1994. Melinda bengalensis ingår i släktet Melinda och familjen spyflugor.
Artens utbredningsområde är Västbengalen (Indien). Inga underarter finns listade i Catalogue of Life.